# Karlshamns station
Karlshamns station, även känd som Karlshamns centralstation och Karlshamns resecentrum, byggdes i perifert läge mellan staden Karlshamn och tätorten Asarum när Blekinge kustbana breddades från smalspår till normalspår på 1950-talet och linjen, som tidigare gått på gatuspår genom Karlshamn, lades om. 
Stationen togs i drift den 26 augusti 1957. 1970 hade Asarum växt ihop med Karlshamn, och stationens läge är inte längre lika perifert. 
Den gamla smalspårsstationen fanns kvar i nästan 25 år, nu kallad Karlshamns Västra, med persontrafik till Ljungby till 1965, till Vislanda till 1970 och godstrafik till Svängsta och Ryd till 1980. Därför fanns det ett smalspår, till 1970, mellan Karlshamn C och Karlshamn V.